# Skrzydlaty zwycięzca
Skrzydlaty zwycięzca (Wojna gazowa) – polski niemy film fabularny z 1924.

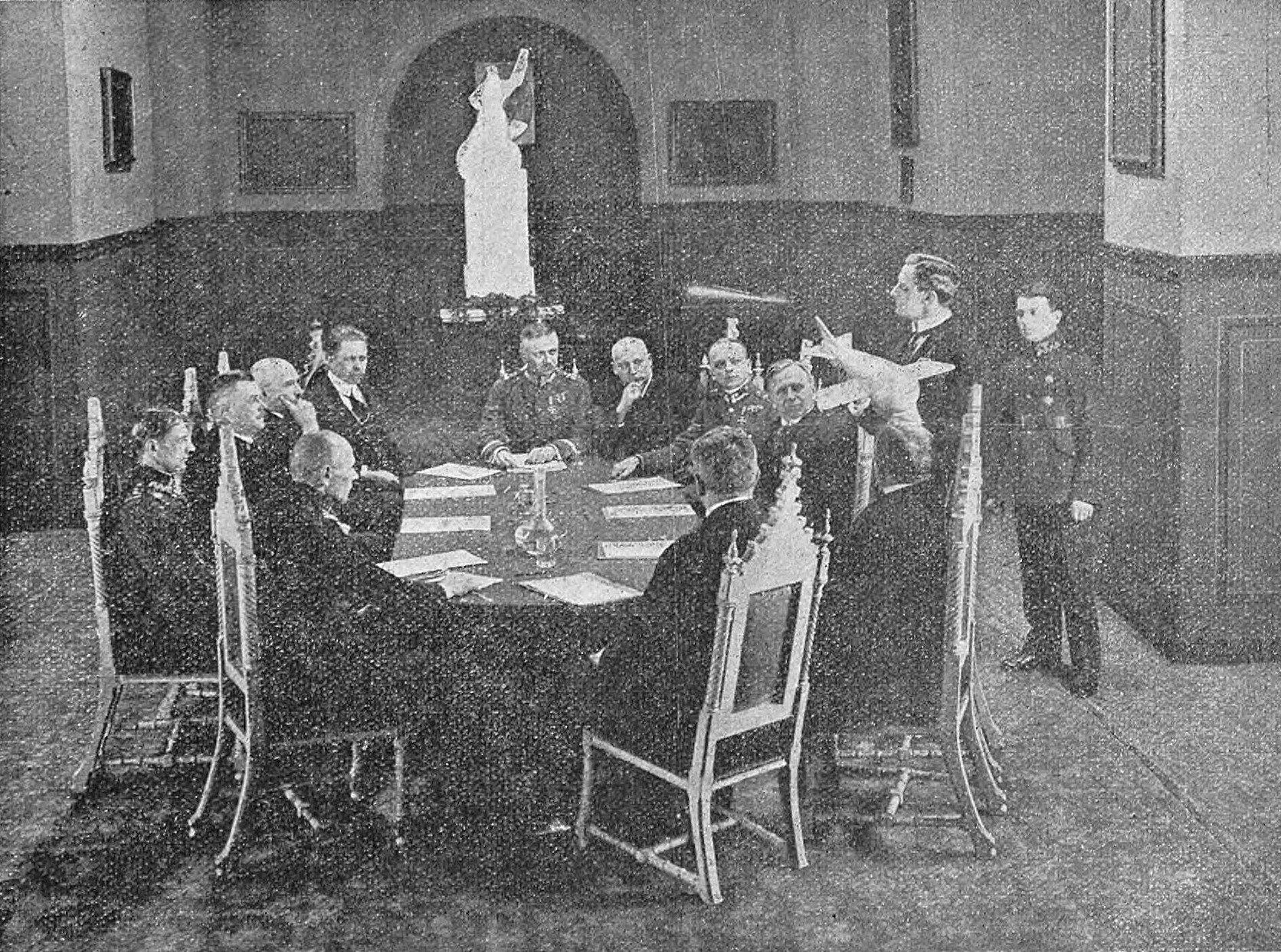
Scena demonstracji wynalazku – torpedy powietrznej

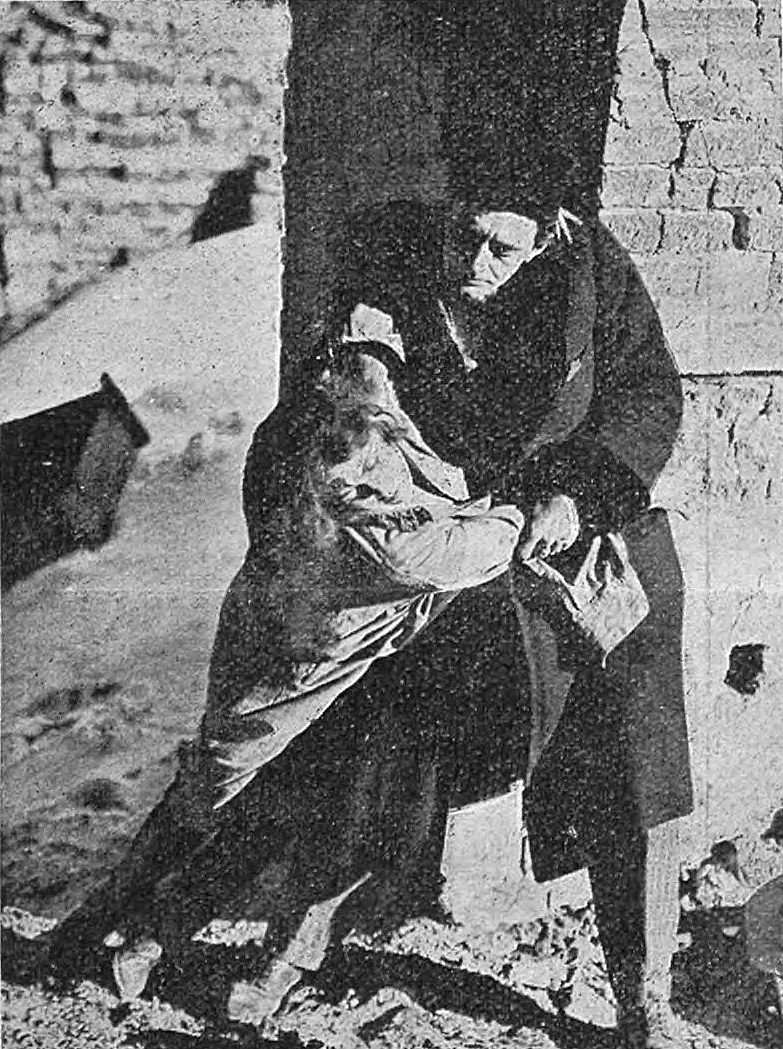
Irena Billewiczówna (Liliana Zielińska) i Zdzisław Orski (Józef Węgrzyn) w scenie na miejscu zamachu w Cytadeli Warszawskiej

## Produkcja
Był to pierwszy polski film lotniczy i zarazem pierwszy polski obraz dwuseriowy. Producentem było powstałe w 1923 z inicjatywy kpt. Stanisława Karpińskiego przedsiębiorstwo Aero-Film, mające na celu „filmową propagandę lotnictwa polskiego”. Celem filmu Skrzydlaty zwycięzca (tytuł w oryginalnym zapisie Skrzydlaty zwycięsca) było ukazanie znaczenia lotnictwa w Polsce. Autorem scenariusza był ww. kpt. Karpiński.
Film kręcono w różnych miejscach Polski, m.in. w Krakowie i w Warszawie (scena rewii lotniczej z udziałem gen. Władysława Sikorskiego). W scenach brali udział żołnierze Wojska Polskiego wszystkich rodzajów sił zbrojnych, a także straż pożarna i wielu statystów. W scenie demonstracja wynalazku – torpedy powietrznej przez Omskiego pojawiły się autentyczne postaci w naradzie (m.in. gen. dyw. Stanisław Haller, prezydent Warszawy Władysław Jabłoński).

## Obsada
- Lena Heczynaszwili-Karpińska – księżna Nina Abaszydze
- Liliana Zielińska – Irena Billewiczówna
- Józef Węgrzyn – Zdzisław Orski
- Henryk Małkowski
- Mieczysław Frenkiel[1]
- Jan Szymański
- Aleksander Zelwerowicz
- Stefan Jaracz
- Feliks Parnell
- Teodor Roland
- Aniela Bogusławska
- Jarszewska[1]
- Pawliszczewa[1]
- Bogusławska[1]
- Rothert[1]
- Szarski[1]
- Oranowski[1]
- Maniecki[1]
- Małkowski[1]
- Nawrocki[1]
- Rothar[1]
- Leo[1]
- Rożański[1]